# Tait-Gletscher
Der Tait-Gletscher ist ein rund 6 km langer Gletscher an der Südwestküste der westantarktischen James-Ross-Insel. Er fließt in südwestlicher Richtung zur Carlssonbucht.
Teilnehmer der Schwedischen Antarktisexpedition (1901–1903) unter der Leitung Otto Nordenskjölds waren 1903 vermutlich die Ersten, die ihn sichteten. Der Falkland Islands Dependencies Survey (FIDS) nahm 1945 Vermessungen des Gletschers vor. Das UK Antarctic Place-Names Committee benannte ihn 1958 nach Murdo Finlayson Tait (* 1923), der 1952 und 1953 für den FIDS als Meteorologe auf der Station an der Hope Bay tätig war.